# Sandnes (Nordland)
Pour l’article homonyme, voir Sandnes.
Sandnes est une localité du comté de Nordland, en Norvège.

## Description
Administrativement, Sandnes fait partie de la kommune de Hadsel. Le village est situé sur l'île de Langøya sur la rive nord du détroit de Langøysundet, en face de la ville de Stokmarknes. 